# Omer et le fils de l'étoile
 (avril 2016).
Si vous disposez d'ouvrages ou d'articles de référence ou si vous connaissez des sites web de qualité traitant du thème abordé ici, merci de compléter l'article en donnant les références utiles à sa vérifiabilité et en les liant à la section « Notes et références ».
Omer et le fils de l'étoile est une série d'animation française en 26 épisodes de 23 minutes créée par Frédéric Koskas, Richard Bessis et Bernard Deyriès et diffusée à partir du 8 janvier 1992 sur Canal+. Elle est ensuite rediffusée à partir du 20 novembre 1993 dans l'émission Club Mini Zig Zag sur TF1, puis dans À tout Spip sur la même chaîne à partir du 13 mars 1995.

## Synopsis
Omer est un petit ver de terre qui vit sur la Terre avec son ami Hoot, le hibou cuisinier et philosophe. La Terre est sous l'emprise du mal et l'espoir continue de vivre dans la prophétie qui annonce la venue d'un sauveur, le « Fils de l'Étoile ». Un jour, un diamant descend du ciel et illumine Omer. Ce dernier devient alors ver luisant et acquiert le pouvoir de voler. Dans le même temps du diamant, apparaît Dan, celui dont la prophétie dit qu'il est le fils de l'étoile. Au début Dan est très maladroit, il ne connaît pas grand-chose de la vie ; les deux animaux se chargent alors de son éducation et s'aperçoivent très vite de ses grands pouvoirs. Avec l'aide d'Aum (le vieux sage aveugle et à tête de singe) et Stella (l'étoile de mer), ils tenteront de sauver Syrena (la sirène) et d'anéantir les pouvoirs du mal incarnés par le terrible Morkhan, la cruelle Veranda et les « 7 Tarches », des monstres représentants de la bêtise : Moi-je (Bigego) le vaniteux, Virus le pollueur, Bobard le menteur, Tremblotte le trouillard, Mok le moqueur, Melo le pessimiste et Ronflette le fainéant.

## Fiche technique
- Création : Frédéric Koskas et Richard Bessis
- Réalisation : Frédéric Koskas et Bernard Deyriès
- Scénario : Olivier Massart et Gilles Taurand
- Story-Board: Jean-Jacques Lonni, Olivier Poirette, Jean-Christophe Ville et Renzo Mezaluna
- Décors : Claude Lambert, Josette Mimran
- Musique : Frédéric Khaïat, Marc Bodossian, Christian Poulet, Satch et Gérard Presgurvic
- Société de production : Omer Production
- Studios d'animation : Artplus et Island Animation
- Pays d'origine :  France
- Nombres d'épisodes : 26
- Durée : 26 minutes

## Distribution des voix
- Séverine Denis : Omer, le ver de terre
- Luq Hamet : Dan, le « Fils de l'Étoile »
- Roger Lumont : Hoot, le hibou
- Henri Labussière : Aum, le vieux sage aveugle et à tête de singe
- Stéphanie Murat : Stella, l'étoile de mer
- Serge Blumenthal : Morkhan
- Marion Game : Veranda
- Gérard Surugue : divers Tarches
- Raoul Guillet

## Épisodes
1. La Prophétie
2. L'Île des quatre statues
3. Le Grand Départ
4. La Cité des Pyrènes
5. Les Douze Consciences
6. La Cité des Trouillons
7. L'Hydre noire
8. La Cité des Tourneboules
9. Le Vaisseau étoile
10. Le Cœur des elfes
11. La Cité des Ronflons
12. La Planète du Morkhan
13. La Cité des Mélos
14. La Roue magique
15. La Cité des Moks
16. La Comète de Takaï
17. La Cité des virus
18. Le Peuple des Mout Mout
19. Le Peuple des Oulicanthes
20. Le Livre de lumière
21. Le Peuple des Oulicanthes
22. Le Fils des ténèbres
23. Syrena
24. La Méduse
25. Le Douzième Fabuleux
26. Le Dernier Combat

## Musique
Les génériques de début et de fin sont respectivement interprétés par Séverine Denis (Le Rap d'Omer) et par Grégory Ken (Nous enfants de la planète Terre).